# Resolutie 1044 Veiligheidsraad Verenigde Naties
Resolutie 1044 van de Veiligheidsraad van de Verenigde Naties werd op 31 januari 1996
unaniem aangenomen door de VN-Veiligheidsraad.

## Inhoud

### Waarnemingen
De Veiligheidsraad uitte zijn ongenoegen over de aanhoudende internationale terreuracties waarbij
onschuldige doden vielen, internationale relaties verslechterden en de veiligheid van landen in gevaar kwam.
Er moest internationaal beter worden samengewerkt om dit te voorkomen. Nu was de Raad zeer bezorgd om de
moordaanslag op de president van Egypte in Addis Abeba in Ethiopië op 26 juni.
In een resolutie beschouwde de Organisatie van Afrikaanse Eenheid
die aanslag als zijnde tegen de stabiliteit van heel Afrika.

### Handelingen
De Veiligheidsraad veroordeelde de moordpoging en betreurde de schending van Ethiopiës soevereiniteit en
de poging om de vrede en veiligheid in dat land en de regio te verstoren. De Raad prees Ethiopiës inspanningen om
de kwestie bilateraal en regionaal te regelen en riep Soedan op om 3 verdachten aan Ethiopië uit te leveren
en geen terroristische activiteiten te ondersteunen. De internationale gemeenschap en de
secretaris-generaal werden aangespoord om Soedan hiertoe aan te
zetten. Secretaris-generaal Boutros Boutros-Ghali werd ten slotte ook gevraagd om binnen de 60 dagen te rapporteren.

## Verwante resoluties
- Resolutie 1054 Veiligheidsraad Verenigde Naties
- Resolutie 1070 Veiligheidsraad Verenigde Naties

Lijst ·  1036 ·  1037 ·  1038 ·  1039 ·  1040 ·  1041 ·  1042 ·  1043 ·  1044 ·  1045 ·  1046 ·  1047 ·  1048 ·  1049 ·  1050 ·  1051 ·  1052 ·  1053 ·  1054 ·  1055 ·  1056 ·  1057 ·  1058 ·  1059 ·  1060 ·  1061 ·  1062 ·  1063 ·  1064 ·  1065 ·  1066 ·  1067 ·  1068 ·  1069 ·  1070 ·  1071 ·  1072 ·  1073 ·  1074 ·  1075 ·  1076 ·  1077 ·  1078 ·  1079 ·  1080 ·  1081 ·  1082 ·  1083 ·  1084 ·  1085 ·  1086 ·  1087 ·  1088 ·  1089 ·  1090 ·  1091 ·  1092